# 大華三路駅
大華三路駅（たいかさんろ-えき）は、中華人民共和国上海市宝山区に位置する上海地下鉄7号線の駅である。

## 駅構造
- 島式ホーム1面2線を有する地下駅。ホームドア設置駅。

## 駅周辺
- 上海市大華小学

## 歴史
- 2009年12月5日 - 開業。

## 隣の駅
上海地下鉄
■7号線
行知路駅 - 大華三路駅 - 新村路駅　